# Діти за контрактом

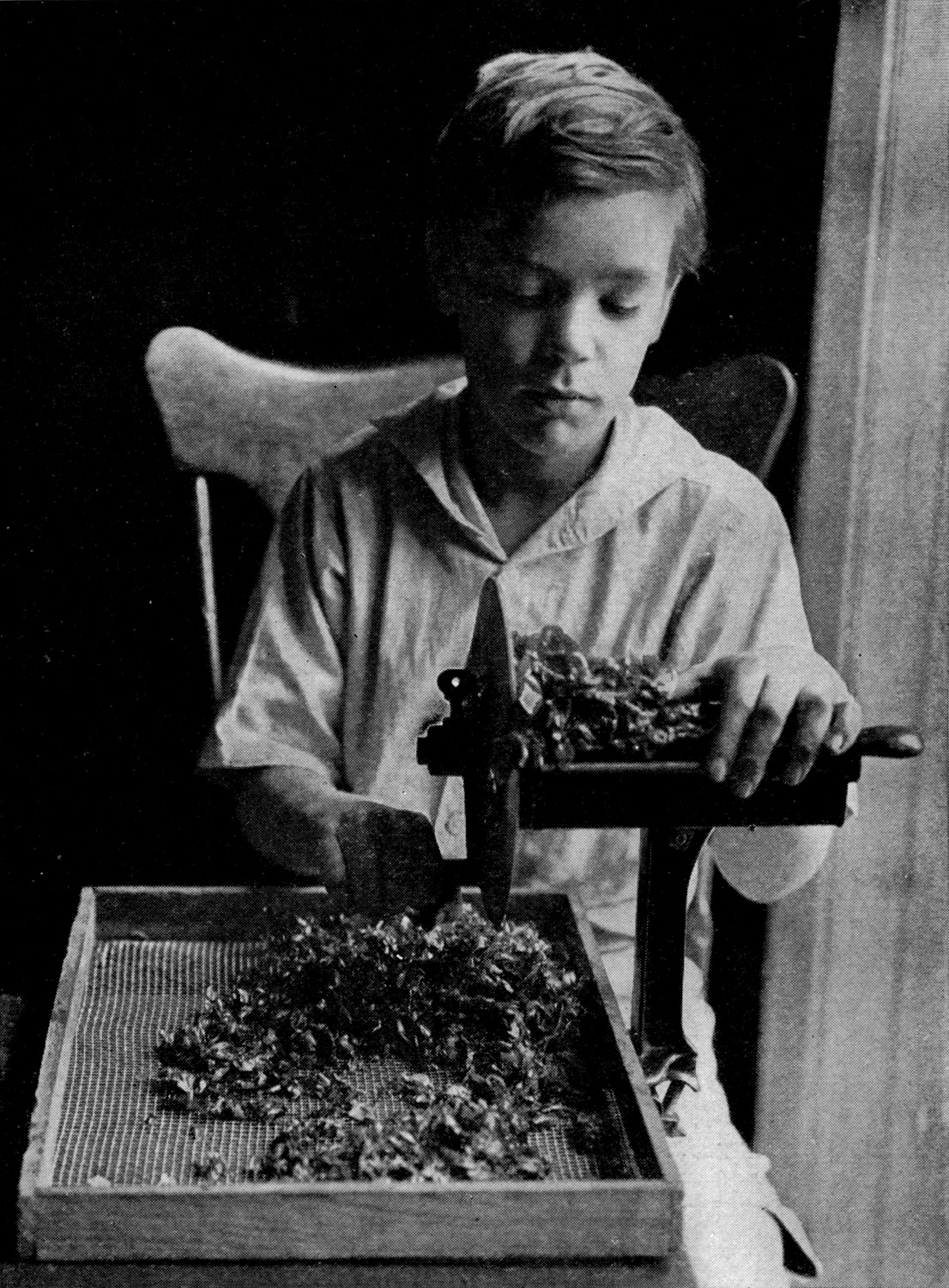
Дитина нарізає листя буряка перед тим, як висушити їх в печі або на сонці. Швейцарія, 1917 рік.

Діти за контрактом або діти-наймити (нім. Verdingkinder) — категорія дітей, яка раніше існувала у Швейцарії. Цих дітей влада примусово забирала з їхніх родин, розлучаючи з батьками через їхню бідність (і, як вважалось, неможливість утримувати дітей) або з інших причин (наприклад, якщо мати народила їх поза шлюбом, або якщо вони були із народу єнішів, чий спосіб життя дуже схожий на спосіб життя циган), і відправляла в інші родини, які, як вважалось, могли собі дозволити їх утримувати. Найчастіше цими новими родинами були фермери, рідше власники фабрик, і переміщені туди діти були змушені займатися тяжкою фізичною працею. Ця практика припинилась в 1960-их роках, а найбільше поширення мала в кінці 19-го та на початку 20-го сторіччя.
На початку 2000-их років багато з таких дітей (які на той момент вже були дорослими чи навіть літніми людьми), почали публічно розповідати про те, як до них погано ставилися в нових родинах, в які їх примусово перемістили: зневага, побиття, погані умови життя, недоїдання та інші форми фізичного та психологічного насильства.

## Історія
Від середньовіччя до 19 століття, сиріт і покинутих дітей утримували в притулках, де вони здебільшого залишалися напризволяще. У середні віки дітей-сиріт утримували в лікарнях, якими керувала буржуазія, а пізніше держава (як, зокрема, в Берні). В 1800-х роках, в Женеві з'явилися активісти, включно з Йоганном Генріхом Песталоцці, які протестували проти цієї практики та виступали за передачу дітей в прийомні сім'ї. Відтоді дітей одиноких чи розлучених матерів, або навіть вдів із фінансовими труднощами, регулярно забирали і віддавали на виховання до прийомних сімей. До початку 20 століття дітей часто продавали на публічних аукціонах і передавали тим родинам, які просили найменше коштів на утримання. Більшість із таких дітей займалися сільськогосподарськими роботами без оплати праці, їх часто били та знущалися з них. В результаті цього, багато з них померло не доживши до дорослого віку.
Дослідження, проведені істориком Марко Лоєнбергером, виявили, що в 1930 році було приблизно 35 000 таких дітей (хоча він підозрює, що реальна цифра могла бути вдвічі більшою), а між 1920 і 1970 роками таких було понад 100 000. Проводилися аукціони, на яких дітей віддавали фермеру, який просив від влади найменше коштів на утримання дитини, таким чином забезпечуючи собі дешеву робочу силу та звільняючи владу від фінансового тягаря догляду за дитиною. У 1930-х роках 20 % усіх сільськогосподарських робітників у кантоні Берн були дітьми у віці до 15 років. Також, Лоєнбергер вважає, що багато з "дітей за контрактом", коли стали дорослими, не змогли вести нормальне життя, і стали ізгоями або злочинцями, або ж вкорочували собі віку.
В квітні 2014 року була запущена петиція щодо виплати грошових компенсацій тим "дітям за контрактом", які на той момент ще були живі (нім. Wiedergutmachungsinitiative). Петиція набрала необхідні 100 000 голосів для того, щоб бути висунутою на загальнонаціональний референдум. 11 квітня 2013 року Федеральний уряд Швейцарії приніс офіційні вибачення.

## В культурі
В 2008 році Ролан Бегер, який і сам колись був "дитиною за контрактом", опублікував свій автобіографічний роман «Поза домом на багато років» (нім. "Lange Jahre fremd"). Цей роман спричинив велику суспільну дискусію в Швейцарії, змусивши всіх говорити на тему, якої до цього всі соромилися. Головними персонажами роману були підлітки, яких примусово відправили працювати в промисловості після війни, коли був дефіцит робочих рук.
В 2012 році виставка під назвою «Діти за контрактом розповідають» (нім. "Verdingkinder Reden") здійснила тур по Швейцарії, привертаючи увагу до долі "дітей за контрактом". Того ж року був випущений фільм «Прийомний хлопчик» (нім. "Der Verdingbub"), який став найпопулярнішим фільмом у Швейцарії того року.